# Sacate Village, Arizona
Sacate Village je naseljeno područje za statističke svrhe u američkoj saveznoj državi Arizona. Prema popisu stanovništva iz 2010. u njemu je živjelo 169 stanovnika.